# Save your kisses for me
Save your kisses for me (Nederlands: Bewaar je kusjes voor mij) is een nummer van de Britse popgroep Brotherhood of Man uit 1976. Het werd geschreven door Tony Hiller en de bandleden Lee Sheriden en Martin Lee.
Met dit lied won het Verenigd Koninkrijk in 1976 het Eurovisiesongfestival. Het groeide daarna uit tot een wereldwijde hit en een van de succesvolste songfestivalliedjes ooit.

## Achtergrond
Een eerste versie van Save your kisses for me werd in 1974 geschreven door Lee Sheriden, een van de vier leden van Brotherhood of Man. Tijdens een schrijfsessie met de andere groepsleden werden aan het nummer enige aanpassingen gedaan, waarbij de titel veranderd werd in Oceans of love. Sheriden was hier echter niet tevreden mee en het lied verdween voorlopig naar de achtergrond. Twee jaar later dook het pas weer op toen de groep op zoek was naar een laatste nummer voor hun album Love and kisses. Deze keer werd over het lied wel overeenstemming bereikt, al werden de lead vocals van Sheriden overgenomen door Martin Lee.
Het liedje kent een vrolijk arrangement, waarbij in de intro een glockenspiel te horen is. De tekst omschrijft de emoties van een man die zijn geliefde 's ochtends achter moet laten als hij naar zijn werk gaat. De indruk wordt gewekt dat de man tegen zijn vrouw zingt, maar in de laatste zin wordt duidelijk dat het gaat om een driejarig kind: "Won't you save them for me... even though you're only three?" ("Bewaar je ze voor mij, ook al ben je nog maar drie?")

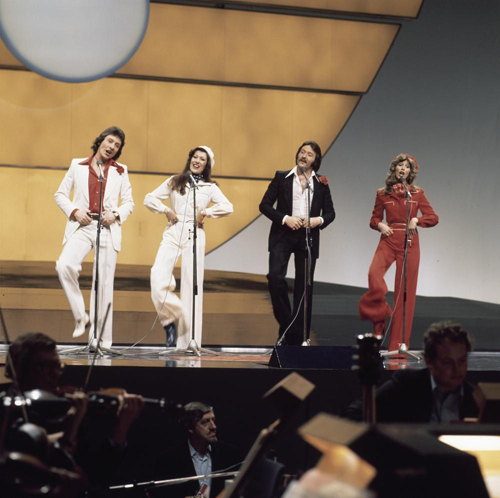
Brotherhood of Man tijdens het songfestival

## Eurovisiesongfestival 1976
Kort na de opname van Save your kisses for me stelde manager Tony Hiller voor een poging te doen om met dit lied naar het Eurovisiesongfestival te gaan. De selectiemethode van de BBC was in 1976 gewijzigd en aantrekkelijker geworden voor artiesten: voor het eerst sinds 1963 werd een nationale voorronde gehouden waarin meerdere acts mochten aantreden. Brotherhood of Man meldde zich aan en werd uitverkoren als een van de deelnemers.
De Britse voorronde voor het Eurovisiesongfestival van 1976 vond op 25 februari plaats in de Royal Albert Hall in Londen. De show werd gehouden onder de titel A song for Europe en kende twaalf deelnemers, waaronder Co-Co, Frank Ifield, Tony Christie en Sweet Dreams. Uiteindelijk wist Brotherhood of Man de competitie te winnen, al was het nipt: met slechts twee punten voorsprong op de nummer 2 (Co-Co) werd de groep officieel aangewezen als de Britse inzending.
Het Eurovisiesongfestival van 1976 werd op 3 april gehouden in het Congresgebouw in Den Haag. Brotherhood of Man was hierbij als eerste van 18 deelnemers aan de beurt. De groep was voor een deel van het Europese publiek overigens niet onbekend, want zij hadden eerder al internationale hits gescoord met Lady (1974) en Kiss me kiss your baby (1975). Laatstgenoemde single was een nummer 1-hit in Vlaanderen en kwam in Nederland tot nummer 2.
Tijdens het optreden droegen de twee mannelijke leden een pak en de beide zangeressen een jumpsuit met bijpassende baretten. De choreografie beperkte zich tot subtiele dansbewegingen met armen en benen. Bij de puntentelling ontving Save your kisses for me van zeven landen het maximumaantal van 12 punten. De totale puntenscore van 164 was uiteindelijk voldoende voor de derde Britse songfestivalzege in de historie.
Tijdens de in 2005 gehouden jubileumshow Congratulations: 50 Jaar Eurovisiesongfestival eindigde Save your kisses for me op de vijfde plaats van populairste songfestivalliedjes aller tijden. In 2015 lieten de originele leden van de groep het nummer nog eens horen tijdens de jubileumshow ter gelegenheid van het zestigjarig bestaan van het Eurovisiesongfestival.

## Hitlijsten
Save your kisses for me groeide in verschillende Europese landen uit tot een grote hit. In het Verenigd Koninkrijk zelf stond de single al voor het songfestival op nummer 1 en bleef daar in totaal zes weken bovenaan staan. Na de overwinning bereikte Brotherhood of Man ook in Nederland, Vlaanderen, Frankrijk, Ierland, Noorwegen en Spanje de eerste plaats van de hitparades. Buiten Europa was er eveneens succes, met top 10-noteringen in Australië, Nieuw-Zeeland en Zuid-Afrika. In de Verenigde Staten kwam het lied tot de 27ste plaats in de reguliere Billboard Hot 100 en werd het een nummer 1-hit in de Easy Listening-hitlijst.
Wereldwijd werden van de single meer dan zes miljoen exemplaren verkocht, waarvan meer dan een miljoen over de toonbank gingen in het Verenigd Koninkrijk. In dat land werd het de grootste hit van 1976 en is het tot op heden het bestverkochte winnende songfestivallied ooit.

### Nederlandse Top 40
| Hitnotering: 03-04-1976 t/m 05-06-1976 | Hitnotering: 03-04-1976 t/m 05-06-1976 | Hitnotering: 03-04-1976 t/m 05-06-1976 | Hitnotering: 03-04-1976 t/m 05-06-1976 | Hitnotering: 03-04-1976 t/m 05-06-1976 | Hitnotering: 03-04-1976 t/m 05-06-1976 | Hitnotering: 03-04-1976 t/m 05-06-1976 | Hitnotering: 03-04-1976 t/m 05-06-1976 | Hitnotering: 03-04-1976 t/m 05-06-1976 | Hitnotering: 03-04-1976 t/m 05-06-1976 | Hitnotering: 03-04-1976 t/m 05-06-1976 | Hitnotering: 03-04-1976 t/m 05-06-1976 |
| Week                                   | 1                                      | 2                                      | 3                                      | 4                                      | 5                                      | 6                                      | 7                                      | 8                                      | 9                                      | 10                                     |                                        |
| -------------------------------------- | -------------------------------------- | -------------------------------------- | -------------------------------------- | -------------------------------------- | -------------------------------------- | -------------------------------------- | -------------------------------------- | -------------------------------------- | -------------------------------------- | -------------------------------------- | -------------------------------------- |
| Nummer                                 | 23                                     | 9                                      | 2                                      | 1                                      | 1                                      | 2                                      | 4                                      | 17                                     | 28                                     | 38                                     | uit                                    |

### Nationale Hitparade
| Hitnotering: 27-03-1976 t/m 22-05-1976 | Hitnotering: 27-03-1976 t/m 22-05-1976 | Hitnotering: 27-03-1976 t/m 22-05-1976 | Hitnotering: 27-03-1976 t/m 22-05-1976 | Hitnotering: 27-03-1976 t/m 22-05-1976 | Hitnotering: 27-03-1976 t/m 22-05-1976 | Hitnotering: 27-03-1976 t/m 22-05-1976 | Hitnotering: 27-03-1976 t/m 22-05-1976 | Hitnotering: 27-03-1976 t/m 22-05-1976 | Hitnotering: 27-03-1976 t/m 22-05-1976 | Hitnotering: 27-03-1976 t/m 22-05-1976 |
| Week                                   | 1                                      | 2                                      | 3                                      | 4                                      | 5                                      | 6                                      | 7                                      | 8                                      | 9                                      |                                        |
| -------------------------------------- | -------------------------------------- | -------------------------------------- | -------------------------------------- | -------------------------------------- | -------------------------------------- | -------------------------------------- | -------------------------------------- | -------------------------------------- | -------------------------------------- | -------------------------------------- |
| Nummer                                 | 24                                     | 13                                     | 5                                      | 2                                      | 1                                      | 1                                      | 2                                      | 4                                      | 17                                     | uit                                    |

### NPO Radio 2 Top 2000
Save Your Kisses for Me stond alleen in 2001 in de NPO Radio 2 Top 2000, op plek 1415.

## Covers
Door de jaren heen werd Save your kisses for me door verschillende artiesten gecoverd. Engelstalige versies werden opgenomen door onder meer Bobby Vinton, Margo Smith en de Olsen Brothers. Vinton behaalde met zijn versie een notering in de Amerikaanse Billboard Hot 100, terwijl Smith (die er een countryversie van maakte) een top 10-hit scoorde in de Hot Country Songs. Ook orkestleiders als Roberto Delgado en Paul Mauriat namen het nummer op.
Verder werd het lied door de jaren heen nog in verschillende andere talen gecoverd. Brotherhood of Man nam zelf een Spaanstalige versie van het nummer op, getiteld Tus besos son para mi. Andere vertalingen zijn onder meer:
- Antwerps: De Strangers (Naa moette traawe)
- Duits: Rex Gildo (Küsse von dir), Nicole (Küsse von dir), Mortimer & Company (Zum Abschied küsse ich dich)
- Fins: Tapani Kansa (Säästä suukkosi vain)
- Hongaars: András Csonka (Csókokkal vársz)
- Spaans: La Pandilla (Guarda tus besos para mí)
- Tsjechisch: Helena Vondráčková & Jíři Korn (Já půjdu tam a ty tam)
- Zweeds: Eleonore Öst (En kyss eller två)

1956: Refrain · 
1957: Net als toen · 
1958: Dors, mon amour · 
1959: 'n Beetje · 
1960: Tom Pillibi · 
1961: Nous les amoureux · 
1962: Un premier amour · 
1963: Dansevise · 
1964: Non ho l'età · 
1965: Poupée de cire, poupée de son · 
1966: Merci, chérie · 
1967: Puppet on a string · 
1968: La la la · 
1969: Un jour, un enfant, De troubadour, Vivo cantando, Boom bang-a-bang · 
1970: All kinds of everything · 
1971: Un banc, un arbre, une rue · 
1972: Après toi · 
1973: Tu te reconnaîtras · 
1974: Waterloo · 
1975: Ding-a-dong · 
1976: Save your kisses for me · 
1977: L'oiseau et l'enfant · 
1978: A-ba-ni-bi · 
1979: Hallelujah · 
1980: What's another year · 
1981: Making your mind up · 
1982: Ein bißchen Frieden · 
1983: Si la vie est cadeau · 
1984: Diggi-loo diggi-ley · 
1985: La det swinge · 
1986: J'aime la vie · 
1987: Hold me now · 
1988: Ne partez pas sans moi · 
1989: Rock me · 
1990: Insieme: 1992 · 
1991: Fångad av en stormvind · 
1992: Why me? · 
1993: In your eyes · 
1994: Rock 'n' roll kids · 
1995: Nocturne · 
1996: The voice · 
1997: Love shine a light · 
1998: Diva · 
1999: Take me to your heaven · 
2000: Fly on the wings of love · 
2001: Everybody · 
2002: I wanna · 
2003: Everyway that I can · 
2004: Wild dances · 
2005: My number one · 
2006: Hard rock hallelujah · 
2007: Molitva · 
2008: Believe · 
2009: Fairytale · 
2010: Satellite · 
2011: Running scared · 
2012: Euphoria · 
2013: Only teardrops · 
2014: Rise like a phoenix · 
2015: Heroes · 
2016: 1944 · 
2017: Amar pelos dois · 
2018: Toy · 
2019: Arcade · 
2021: Zitti e buoni · 
2022: Stefania · 
2023: Tattoo · 
2024: The code